# Więzień na zamku Zenda
Więzień na zamku Zenda, czyli trzy miesiące w życiu angielskiego dżentelmena (ang. The Prisoner of Zenda) – powieść przygodowa Anthony’ego Hope’a z 1894 roku.

## Treść[1]
Młody brytyjski arystokrata – Rudolf Rassendyll, przybywa do Rurytanii – fikcyjnego kraju w środkowej Europie, jako świadek spodziewanej koronacji młodego następcy tronu Rudolfa V na króla tego kraju. Nocleg znajduje w mieście Zenda. Okazuje się, że również przebywa tam na polowaniu następca tronu. Dworzanie przyszłego króla zauważają, że cudzoziemiec ma nie tylko to samo imię, ale jest i fizycznie podobny do następcy tronu. Zafascynowany tym Rudolf V zaprasza Anglika do swojej kwatery w domku myśliwskim. Po uczcie Rudolf V nieoczekiwanie zapada na zdrowiu po wypiciu wina – daru jego brata – księcia Czarnego Michała. Dworzanie obawiają się, że jeśli Rudolf V nie będzie mógł wziąć udziału w koronacji, Michał wykorzysta to, żeby przejąć władzę. Namawiają więc Rassendylla, aby przebrał się za króla i jako on uczestniczył w ceremonii. Anglik zgadza się. Jednak po koronacji następca tronu znika. Wszystko wskazuje na to, że został porwany i uwięziony na zamku w Zendzie przez swojego niegodziwego brata. Rudolf Rassendyll jest zmuszony kontynuować mistyfikację do czasu uwolnienia króla.

## Dodatkowe informacje
Powieść odniosła nieoczekiwany sukces. Dzięki niej nieznany szerzej prawnik i felietonista Anthony Hope stał się człowiekiem popularnym i nazwanym w kręgach literackich "nowym Dumasem". Inny angielski pisarz James Matthew Barrie powiedział Hope’owi, że "uszczęśliwił więcej ludzi niż jakikolwiek inny autor w naszych czasach". Powieść była tłumaczona na wiele języków i kilkakrotnie ekranizowana. W 1898 roku Anthony Hope opublikował Ruperta von Hentzau jako kontynuację Więźnia.... Jednak ani ta, ani żadna następna jego publikacja nie powtórzyła już tego sukcesu.

## Ważniejsze ekranizacje
- Więzień Zendy – film z 1913 roku
- Romans królewski – film z 1922 roku
- Więzień królewski – film z 1937 roku
- Więzień Zendy – film z 1952 roku
- Nadodi Mannan – indyjski film z 1958 roku
- Więzień Zendy – film z 1979 roku
- Królewski więzień – australijski film animowany z 1988 roku